# Kemah (Türkei)

Arabisch-Byzantinische Grenze mit den Festungen und Burgen. Kemah ist hier unter Kamacha (über der Beschriftung Lesser Arminia) aufgeführt.

Kemah (armenisch Կամախ Kamach, zazaisch Kemax) ist eine Stadt und zugleich Verwaltungszentrum des gleichnamigen Landkreises in der türkischen Provinz Erzincan. Der Ort liegt im oberen Euphratabschnitt (türkisch Fırat) am südlichen Rand des Karasu-Tals an der Mündung von Tanasur Çayı und Kömür Çayı (Manek Çayı) in den Karasu etwa 50 Straßenkilometer westlich der Provinzhauptstadt Erzincan und beherbergt mehr als ein Drittel (2020: 37,5 %) der Landkreisbevölkerung. Die heutige Stadt liegt am Fuße der alten Festung von Kemah an der Bahnstrecke von Erzincan nach Sivas.
Der heutige gebräuchliche Name Kemah ist eine Ableitung des historischen griechischen Namens Κάμαχα Kámacha. In den arabischen Quellen des Mittelalters tauchten die Bezeichnungen Kamch oder Kamach auf. In griechischen Quellen (813) wird der Ort Κάμαχον Kamaxon bzw.Theodosiópolis (Θεοδοσιούπολις Theodosioupolis) genannt, später Kamacha, und in armenischen (474) Gamax oder Անի-Կամախ Ani-Kamach. Die Hethiter nannten ihn Gamaxa bzw. Gumaxa.
Der Ort Kemah erlangte traurige Berühmtheit, als im Zusammenhang mit dem Völkermord an den Armeniern zwischen dem 10. und 14. Juni 1915 innerhalb von vier Tagen 25.000 Armenier getötet und die Opfer über die steilen Felsen der Kemah-Schlucht in den Fluss Karasu geworfen wurden. Die Vorgänge sind u. a. zusammenhängend dokumentiert vom Historiker Hilmar Kaiser.

## Landkreis
Der Landkreis liegt im Westen der Provinz Erzincan und grenzt an den Kreis İliç im Westen, an den Kreis Refahiye im Norden und an den zentralen Landkreis (Merkez) von Erzincan im Osten. Im Süden bildet der Kreis Ovacık (Provinz Tunceli) die Grenze.
Der Kreis ist mit einer Fläche von 2311 km² der größte der Provinz Erzincan. Ende 2020 lag Kemah mit 7305 Einwohnern auf dem 7. und somit drittletzten Platz der bevölkerungsreichsten Landkreise. Der Kreis Kemah hat – wie die meisten Kreise im Osten und Westen der Provinz – mit 3 Einwohnern je Quadratkilometer eine sehr geringe Bevölkerungsdichte, die niedrigste der Provinz (Provinzdurchschnitt: 20 Einwohner je km²). Der Kreis besteht neben der Kreisstadt noch aus 73 Dörfern (Köy) mit durchschnittlich 63 Bewohnern. Kerer ist mit 361 Einwohnern das größte Dorf (2018; 2020: 322 Ew.).

## Geophysische Situation

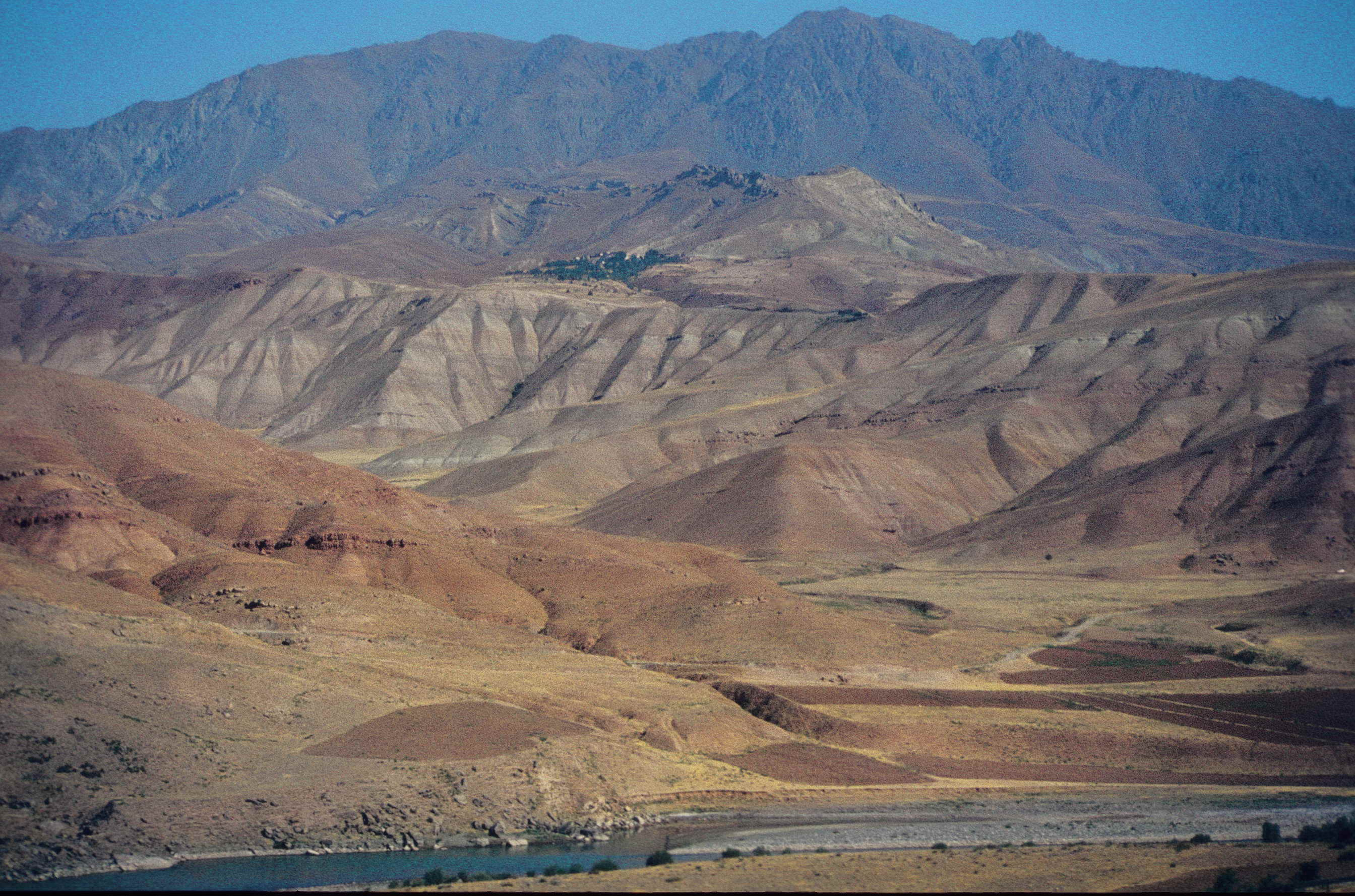
Blick nordostwärts vom südlichen Talrand des Karasu (Euphrat) auf die Kulisse des Karadağ. In der Bildmitte das Dorf Karadağ.

Kemah liegt im nördlichen Vorgebirge der Munzur Dağları nördlich des taurischen Kettengebirgs-Gürtels, der Südflanke des Alpen-Himalaya-Faltensystems. Vom Relief her ist die Region weitgehend hügelig, teils aber auch gebirgig bis zerklüftet. Ausgedehnteres flaches Land gibt es fast nicht. Im Nord des Kreises erheben sich der Karadağ, der Çölen Dağı, der Köhnem Dağı (3045 m) und die Vank Dağları. Im Süden liegen die steilen und schroffen Munzur Dağları.
Das Munzur-Gebirge besteht aus mesozoischem, metamorphem Kalkstein, der die Grundformation der Region bildet und eine große Rolle für die Bildung des Burgfelsens und für die Lage der Burg spielte, durch die Kemah im Laufe der Geschichte große Bedeutung erhielt. Die geologische Basis der Region Kemah besteht aus paläozoischen metamorphen Gesteinen. Sie wird von ziemlich dickem Karbonatfazies des Munzur-Kalksteins der Trias-Kreide-Formationen überlagert, die nicht konform von tertiären klastischen Ablagerungen bedeckt sind und in die ein kreidezeitlicher ophiolitischer Komplex tektonisch eingelagert wurde. Maßgebend für die Region Kemah sind dabei zwei geologische Haupteinheiten: Die Munzur-Dağ- und die Kemah-Formation. Die erstere besteht aus kalkigen mesozoischen Gesteinen, einer reichhaltigen Sedimentserie, die mit dem Jura beginnt und bis in die Oberkreide hinaufreicht und in der auch ultrabasische Gesteine, magmatische Gesteine aus der Oberkreide mit einem niedrigen SiO2-Gehalt, auftreten. Die Kemah-Formation dagegen, in der auch die Stadt Kemah liegt, besteht aus obermesozoischen und tertiären Sedimenten, die vorwiegend in klastischer Form entwickelt sind.
Diese Kemah-Formation, die aus dem Miozän stammt, tritt im Süden der nordanatolischen Verwerfung entlang des Euphrat (Karasu) zwischen der Stadt Kemah und Erzincan sowie im Norden und Süden der Erzincan-Kemah-Straße auf. Sie ist die jüngste Fazies der Region und überlagert die eozäne Dedek-Formation (Külendere-Formation), die beidseitig des Euphrat (Karasu) im Westen bzw. Südwesten zutage tritt. Dabei lassen sich drei Subformationen unterscheiden: Kieselstein-Fazies, Kömür-Fazies und Marikkalkstein-Fazies. Es sind massiv gebettete Kalksteine unterschiedlicher Färbung mit einer Dicke von 20 bis 30 m, die die Grundniveaus der Formation bilden. Die Einheit setzt sich in Richtung der oberen Schichten mit klastischem Sandstein, Konglomerat, Tonstein und Mergel fort, wobei die untersten Kalksteine brekzienartig und fossilreich mit Schnecken, Korallen und Fischen in einem klebrigen Zement auftreten, was auf einen warmen Flachwasserbereich bei der Ablagerung hinweist.

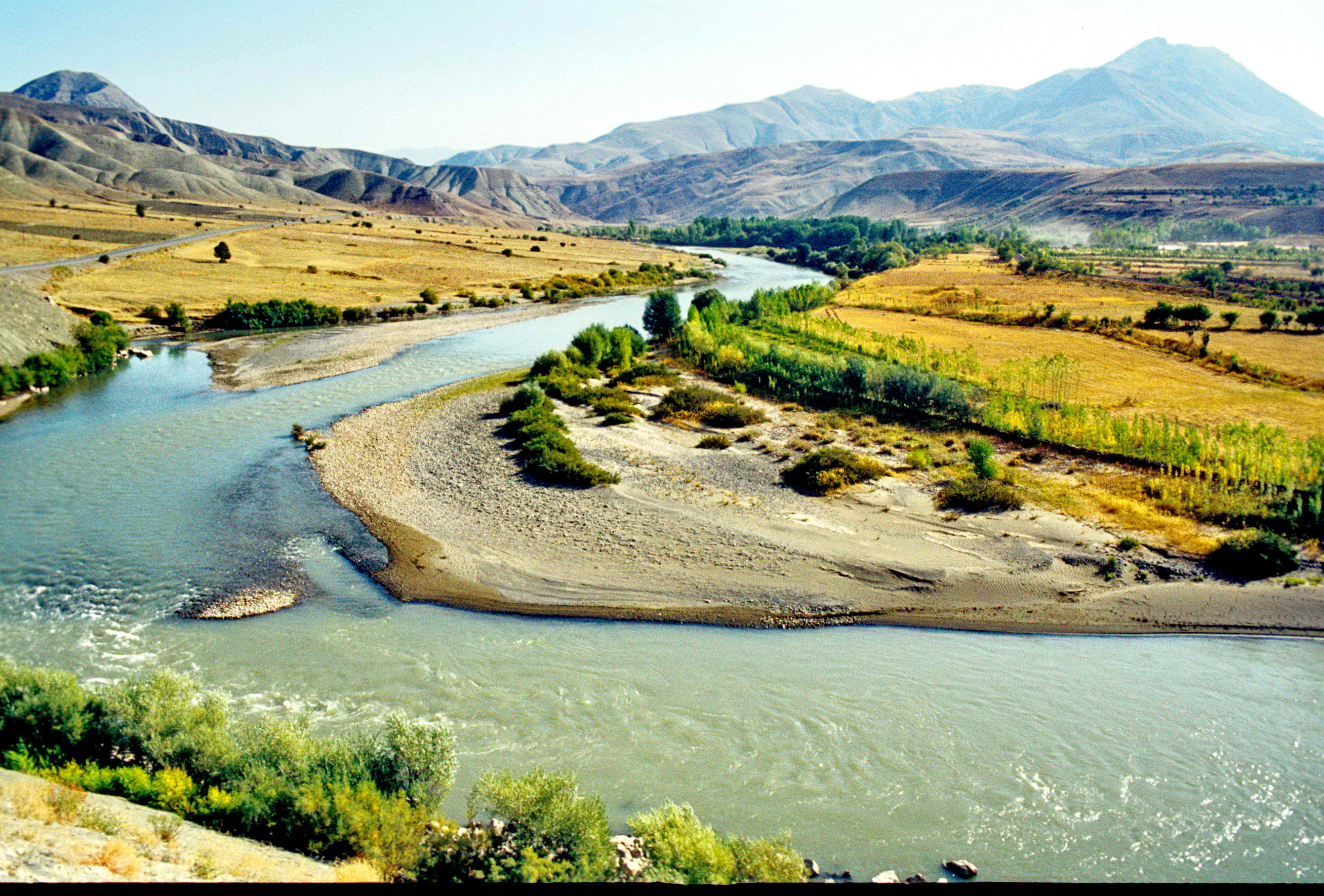
Nach einem engen Durchbruchstal tritt der Karasu, einer der Quellflüsse des Fırat (Euphrat), westlich von Kemah in eine breitere Talschaft.

Südlich des Karasu im Umfeld von Kemah dominieren im Osten miozäne Marik-Kalksteine und nach Süden und Westen hin eozäne Sedimente der Külendere (Dedek)-Formation und mesozoische Ophioliten-Komplexe, während weiter östlich großflächig Kalksteine der Munzur-Formation vorherrschen. Nördlich der Karasu-Kerbe nehmen – bis auf quartäre Terrassenreste unmittelbar nordöstlich von Kemah – Sedimente der Kömür-Fazies aus dem frühen Miozän zu beiden Seiten des Kömür Çayı große Partien ein. Letztere Fazies besteht im Allgemeinen aus einer Abfolge von Sandstein, Tonstein, Schlammstein, tonigem Kalkstein und Schlickstein. Sie enthält rote, gelbe, weiße, grünfarbene, dünnflüssige, gefaltete, gegliederte, lokal verwürgte Niveaus einschließlich feiner Karbonate (Salinen bei Kömürköy 5 km nördlich von Kemah), Kohle und Gips. Zudem gibt es Ölaustritte einschließlich Bitumen und Asphalt aus tertiären und kreidezeitlichen Sedimenten mit kohlenstoffhaltigen Ablagerungen. Diese Kemah-Formation, ein eher weiches Muttergestein, aus dem das Öl sickert, wurde in einer Umgebung mit hohem Salzgehalt abgelagert. Das Vorhandensein von Ölaustritten weist auf ein Sediment aus der Kreidezeit oder jünger und auch auf die Ablagerung terrestrischer organischer Stoffe hin. Die Sedimente der Marik-Formation sind zumeist weiß bis gelblich gefärbt und mittel bis dick mit Kalzitadern durchzogen. Es ist sandiger und bisweilen toniger Kalkstein. Er enthält Algen, Mikro- und Makrofossilien. Im Allgemeinen befindet sich das Marik-Kalksteinsediment ganz oben, liegt aber nicht immer konform über älteren Einheiten. Die Marik-Kalksteinsedimente enthalten reichlich Fossilien und wurden in einer warmen und flachen Meeresumgebung abgelagert. Basierend auf den Fossilien und Algen- und Schalenfragmenten in der Marik-Kalksteinfazies wird ihr Alter als Burdigal (frühes Miozän) bestimmt.
Als Folge junger tektonischer Bewegungen schufen Gewässer, die auf vor-neogenen Erosionsoberflächen angelegt worden waren, durch Tiefenerosion markante antezedente Täler in diese Sedimente, unter anderem das Durchbruchstal des Karasu. Während die tonigen Formationen im Süden und Westen des heutigen Kemah-Festungsgebiets durch subsequente Talkerben ausgewaschen wurden, beschleunigte zusätzlich der Tanasur Çayı (Avtutan Deresi) im Osten die Erosion und bildete eine markante Talkerbe mit senkrechten Wänden und einer Tiefe von etwa 100 m. Zweifellos beschleunigten die Lösung des Kalksteins und der leichte Abtransport des Tons die Erosion durch permanente und temporäre Gewässer. So entstand ein ca. 21 ha großer plateauartiger und isolierter Zeugenberg mit senkrecht abfallenden Wänden als ideale Voraussetzung für die Anlage der Burgstadt Kemah.

## Klima und Vegetation
Im Kreis Kemah herrscht kontinentales Klima. Die Sommer sind trocken und heiß, die Winter kalt und regnerisch. Der jährliche Durchschnittsniederschlag beträgt 116 mm und die jährliche Durchschnittstemperatur 12,3 Grad Celsius. Die natürliche Vegetation des Landkreises ist die Steppe. Es sind krautige Pflanzen, die im Frühling blühen und unter dem Einfluss der Sommerhitze trocknen. Die umliegenden Berge sind im Allgemeinen kahl und baumlos, es gibt stellenweise Eichenhaine und es gibt einige Wälder in der Nähe der der Kreisgrenze zu Refahiye. Lediglich an den Rändern der Bäche wachsen Pappeln und Weiden. Die angenehmste Jahreszeit für Kemah reicht von Juni bis September, da dann moderate Temperaturen herrschen und kaum Niederschläge fallen. Die mittlere jährliche Tagestemperatur liegt bei 10,8 °C die mittleren Nachtwerte bei 0,58 °C. Die mittleren Jahresniederschläge erreichen 500 mm mit einem Minimum in Juli/August/September von 18/15/19 mm. Tage mit Schneefall gibt es im Jahr 53, wobei die meisten Tage (17) auf den Januar entfallen, der effektiv auch der kälteste Monat ist (Mitteltemperatur nachts −12 °C, tagsüber −2 °C). Am wärmsten ist es im Juli und August mit Mitteltemperaturen tagsüber von 24 bzw. 25 °C.

## Geschichte

### Kemahs frühe Geschichte
Obwohl nicht genau bekannt ist, von wem und wann Kemah besiedelt wurde, wird geschätzt, dass es 205 v. Chr. von den Arsakiden gegründet wurde. Es gibt keine Quellen, die den genauen Beginn der Besiedlung in Kemah bestimmen. In historischen Untersuchungen wird jedoch betont, dass die Geschichte der Region bis in die Altsteinzeit zurückreichen könnte. Außerdem zeigen archäologische Funde bei den Ausgrabungen in der Erzincan-Ebene im Osten und bei Erzurum, dass die Geschichte der Region bis 4000–3000 v. Chr. zurückreicht. Nach assyrischen und hethitischen Keilschrifttexten ist Kemah eines der kleinen feudalen Fürstentümer, die in den 2000er Jahren vor Christus in Ostanatolien gegründet wurden. Im 15. Jahrhundert v. Chr. wird in den hethitischen Quellen Kumaha erwähnt, das möglicherweise mit Kemah identisch ist. Dort heißt es, dass die Hethiter Expeditionen über Ḫajaša, ein spätbronzezeitliches Land im nordöstlichen Anatolien, zur Burg Kemah unternommen haben und dass Šuppiluliuma I. und Kranis, König des spätbronzezeitlichen Landes Ḫajaša, in der Region Ku-maha (Kemah) kämpften. Kemah spielte offenbar bereits in der frühen Antike aufgrund seiner geostrategischen Lage eine Schlüsselrolle. Demnach hat die Besiedlung von Kemah möglicherweise vor mindestens 4000 Jahren begonnen. Aus den Quellen geht weiterhin hervor, dass nach Ḫajaša die Urartäer, Skythen und Kimmerer, Meder, Perser, Parther (Iraner) und Römer bis zur byzantinischen Zeit in bzw. um Kemah siedelten.
Der Historiker Moses von Choren berichtet, dass Kemah während der Zeit von Artaxidenkönig Ardashes (Artaxias I., auch Artaxes oder Artashes, Artašēs, 190–160 v. Chr.) mit Götterstatuen ausgestattet wurde und dass sein Sohn Dikran II. (gemeint ist wohl Tigranes I., denn Tigranes II, wäre der Enkel) bei griechischen Bildhauern die Statue der Göttin Anahita in Auftrag gab und sie in dieser Stadt in den Tempel stellen ließ. Viele der Könige der armenischen Arsakiden-Dynastie (armenisch: Aršakuni) wurden im 3. und 4. Jahrhunderts n. Chr. in dieser Stadt beigesetzt. Der Namenskundler Nişanyan berichtet für Kemah die Namen Kamachon (Kamaxon), Gamach (Gamax), Gamacha (Gamaxa), Gumacha (Gumaxa), Theodosiópolis und Ani-Kamach (Der Buchstabe x gibt hier, abweichen vom Deutschen den Laut ch wieder). Der Bezirk hatte im 7. Jahrhundert n. Chr. nach Nişanyan die Namen Daranalia oder Taranaği bzw. Daranali.

### Kemah im byzantinisch-islamischen Spannungsfeld
Nach dem Zerfall des Römischen Reiches war Kemah bis zum 10. Jahrhundert n. Chr. eine der wichtigsten Grenzfestungen im Spannungsfeld der byzantinisch-arabischen Grenzmark (Thughur) zwischen dem christlichen Ostrom (Byzanz) und den arabisch-islamischen Nachbarn. Zwischen 379 und 678 blieb Kemah unter der Herrschaft der Byzantiner. In dieser Zeit wird Kemah in schriftlichen Quellen als Theodosiopolis bezeichnet, was sich wohl eher auf Erzurum bezog. Die ersten türkischen Invasionen nach Kleinasien begannen bereits zu Beginn des 4. Jahrhunderts mit dem Einfall hunnischer Türken nach Ostanatolien über den Derbent-Pass und den Daryol-Pass (Georgische Heerstraße). Mit dem Aufkommen des Islam war die Region dann den Überfällen der Araber ausgesetzt. In dieser Zeit wird Kemah in islamischen Quellen als Kemâh (كماخ), Kemh (كمخ) und in Syrisch als Kamah bezeichnet sowie in byzantinischen Quellen als Kamakha und in osmanischen als Kemah erwähnt.
Der erste arabische Angriff auf die Region Kemah unter Habib ibn Maslama war ein Fehlschlag für die Araber. Beim dritten Angriff im Jahr 678/679 wurde Kemah 678/79 vom umayyadischen General Umayr bin al-Hubab al-Sulami erobert, um danach oftmals zwischen Byzantinern und den islamischen Kalifen zu wechseln. So geriet der Ort jeweils 710 und 723-24 in arabische Hand. Obwohl der byzantinische Kaiser Konstantin V. die Kemah-Burg um 750/751 belagerte, verteidigte Abu Ja’far al-Mansur auf Befehl des abbasidischen Kalifen Abu l-Abbas as-Saffah die Stadt erfolgreich gegen die Byzantiner und befestigte sie als Stützpunkt. 754–755 kam sie wohl erneut unter die Herrschaft des byzantinischen Kaisers Konstantin V. Abbas b. Mohammed b. Ali al-Abbas eroberte sie 766 wieder zurück. Danach wurde sie erneut für Byzanz gewonnen, um 793 erneut an die Muslime zu kommen, ging jedoch während der inneren Unruhen während der Zeit des Kalifen Emîn 794 erneut verloren. Abdullah b. Tahir nahm 829 den Ort in der Zeit des Kalifen al-Mamun (813–833) wieder ein. Erst nach 846 blieb der Ort bis zur Schlacht von Manzikert (Malazgirt) 1071 unter der Herrschaft der Byzantiner. Damals hatten die ersten entscheidenden türkischen Einfälle mit Raubzügen schon 1057/58 stattgefunden.
Nach der Schlacht von Malazgirt 1071 entsandte Alp Arslan nach seinem Sieg über die Byzantiner Kommandeure in verschiedene Teile Zentral- und Ostanatoliens u. a. mit dem Befehl, die Region Erzincan, Kemah und Şarkıkarahisar (Şebinkarahisar) zu erobern. Als Dank für die Eroberung erhielt der erfolgreiche Kommandant Mengücek Gâzi die Region Erzincan und Kemah als İkta, eine Form des Militärlehens, das vor allem in Persien, dem Irak und Syrien Verbreitung fand. Daraufhin gründete Emir Ahmet Mengücek das Fürstentum Mengücek (1072–1114) und machte Kemah aufgrund seiner geschützten und soliden Burg zum Zentrum. Mengücek Ghazi starb 1118 und wurde in Kemah begraben. Das Beylik der Mengücek existierte bis 1228. Unter den Herrschern der Mengücek und ganz besonders unter Fahrettin Bahram Schah, der zwischen 1165 und 1225 herrschte und Schwiegersohn des seldschukischen Sultans Kılıç Arslan II. war, erlebte Kemah eine wirtschaftliche und kulturelle Blüte. Sowohl die befestigte Burg als auch die Lage an der Kreuzung von Handelswegen spielten dabei eine wichtige Rolle. Es wird davon ausgegangen, dass Kemah für kurze Zeit nach dem Tod von İshak Bey, der Mengücak Gazi ersetzte, im Jahr 1142 in die Hände des Dânishmenden fiel. In der Zwischenzeit regierte ein in zwei Teile geteilter Zweig des Fürstentums in Erzincan und der andere in Divriği. Kemah wurde dem Erzincan-Zweig des Fürstentums untergeordnet.
Die Mengücek wurden später von den Rum-Seldschuken bedrängt, bis deren Sultan Kai Kobad I. (neutürkisch Alaeddin Keykubad) erst 1225 Erzincan und dann 1228 Kemah eroberte und so das Beylik beendete. Der letzte Mengücekherrscher hatte vorher noch versucht, mit den Saltukiden von Erzurum und Dschalal ad-Din eine Allianz gegen Kai Kobad I. zu schmieden, scheiterte aber damit. Kai Kobad I. kämpfte wenig später 1230 in der Schlacht von Yassı Çemen in der Nähe von Erzincan erfolgreich gegen den letzten Choresm-Schah Dschalal ad-Din, der vor den Mongolen mit seinem Gefolge nach Anatolien geflohen war. Danach stand Kemah zunächst unter der Schirmherrschaft des seldschukischen Staates, wurde aber nach dem Kösedağ-Krieg (1243) von den Mongolen unterworfen und bis 1335 durch die mongolischen Ilchanen von Täbris aus verwaltet, die 1256–1335 über ein Reich herrschten, das zeitweise ganz Persien, Mesopotamien sowie große Teile Zentralasiens und Anatoliens umfasste. Nach dem chaotischen Ende der mongolischen Ilchane zersplitterte deren Reich in Anatolien in mehrere Teile. Kemah wurde von den Eretna (Erzincan) beherrscht. Mit der Schwächung der Ilchanidenherrschaft fiel Kemah zwischen 1370 und 1403 unter die Herrschaft von Mutahharten Bey, einem neuen Lokalherrscher, der 1379 in Erzincan sein eigenes Fürstentum (Emirat/Beylik) gegründet und seine Unabhängigkeit von den Eretniden erklärt hatte. 1394 gab es heftige Kämpfe zwischen Kadi Burhan al-Din Ahmed, der Sivas regierte, und Mutahharten. Während dieser Kämpfe handelte Kemah gegenüber Kadi Burhan al-Din loyal, wurde aber ein Jahr später nach der verlorenen Schlacht von Pulur erneut dem Emirat Erzincan angegliedert.
Die Osmanen unter Sultan Bayezid I. Yıldırım eroberten große Teile in Ostanatolien und beseitigten Kadi Burhan al-Din. Bayezid I. nutzte die Ermordung von Kadi Burhan al-Din, um die Grenzen seines Landes um Kemah und Erzincan zu erweitern. Zunächst stand er in guten Beziehungen zu Timur, fügte aber 1401 Kemah dem noch jungen osmanischen Reich hinzu und platzierte osmanische Wachen in der Stadt, was zu Spannungen zwischen Bayezid und Timur führte. Timur eroberte daraufhin Kemah und gab den Ort an Mutahharten zurück. Bayezid I. verlor bei der Schlacht bei Ankara 1402 einen Teil seines Reiches an Timur und geriet sogar selbst in Gefangenschaft. Mit Timurs Rückzug aus Anatolien dominierten die Aq Qoyunlu den Ort Kemah und seine Umgebung. Nach dem Zusammenbruch des Ilchanats und der Besetzung durch die turkmenischen Qara Qoyunlu wurde Kemah zum Schauplatz von Kämpfen zwischen den Qara Qoyunlu und den konkurrierenden turkmenischen Aq Qoyunlu, wobei es öfters den Besitzer wechselte und zudem von Konflikten zwischen den Aq-Qoyunlu-Fürsten untereinander betroffen war. Dennoch setzten die Aq Qoyunlu 1473 trotz ihrer verlorenen Schlacht von Otlukbeli gegen die Osmanen ihre Herrschaft über Kemah fort, bis mit der Schwächung des Aq Qoyunlu-Staates zu Beginn des 16. Jahrhunderts die Safawiden 1503 die Herrschaft über Kemah und seine Region übernahmen. Nach dem Sieg des osmanischen Sultans Yavuz Selim über Schah İsmail in der Schlacht bei Tschaldiran belagerte und eroberte Akbıyıklı Mehmet Pascha auf Weisung des Sultans im Mai 1515 die Burg von Kemah, die von einer Rebellengruppe erobert worden war und das Umfeld terrorisierte. Daraufhin schloss sich Yavuz Sultan Selim persönlich der Belagerung an und fügte Kemah am 15. Mai 1515 den osmanischen Ländern hinzu. Danach gehörte die Stadt zu den osmanischen Winterquartieren, von wo aus die Eroberungs-Soldaten insbesondere aus Rumelien während der osmanischen Feldzüge gegen den Iran teilnahmen.

### Kemah vom 16. bis zum 19. Jahrhundert
Unmittelbar mit der osmanischen Herrschaft erhielt Kemah die Funktion eines Sandschak-Zentrums, und Karayçinoğlu Ahmed Bey wurde als Gouverneur berufen. Mit der Regierungszeit von Suleiman dem Prächtigen (Süleyman I., 1520 bis 1566) war Kemah Sandschakzentrum im Vilâyet Diyarbakir, ging aber später an die Provinz Erzurum und blieb letztlich unter osmanischer Herrschaft als Kaza (İlçe) und Kreisstadt in der Provinz Erzincan. 1516 lebten insgesamt 2591 Menschen in der Stadt. Davon waren 68,5 % (1769) Muslime und 31,5 % (812) Christen. In den historischen Registerbüchern von 1520 und 1530 wurde vermerkt, dass außerhalb der Burg vier Stadtteile mit 239 Familien bestanden: das Viertel Cami, das Viertel Ahi Ferec, das Viertel Rumbacı und das Viertel Orta. In den ersten beiden Viertel lebten Muslime, in den anderen Christen. Bis zu den Jahren 1568 und 1591 war ihre Zahl auf drei gesunken, und das Viertel Orta taucht in Aufzeichnungen nicht mehr auf – möglicherweise aufgrund einer Fusion mit dem Stadtteil Rumbacı nach 1530. Darüber hinaus gab es in der Burg über 1000 Janitscharen und Garnisonsoldaten. Die Anwesenheit von 1146 Soldaten in Kemah 1520 zeigt die militärische Bedeutung für die Entwicklung der Siedlung.
Bis 1530 war die Bevölkerung auf 3697 gestiegen – etwa 1900 davon waren Muslime, die restlichen Christen – ging aber bis 1568 auf 3042 und bis 1591 auf 2556 zurück. Damals hatte Kemah fünf Amtsbezirke (Nahiye) mit 297 Dörfern und 126 Mezra (Außenfelder) unter sich, war also Verwaltungszentrum über ein großes Gebiets, dessen administrativer Bereich später aber deutlich reduziert wurde. Zunächst aber begannen sich unter der osmanischen Herrschaft im 16. Jahrhundert die Handelsbeziehungen zu den Städten Trabzon, Hasankeyf und Aleppo zu entwickeln. Zwischen 1516 und 1530 gab es in der Stadt eine Färberei, eine Kerzenfabrik und ein Trinkhalle für Boza, ein leicht alkoholisches, süßlich-prickelndes Bier aus Hirse. Die Existenz der Färberei zeigt, dass Textil- und Textilindustrieprodukte in der Stadt an vorderster Front standen. Darüber hinaus gab es 100 Geschäfte und Handwerksbetriebe sowie eine Karawanserei. Zusätzlich handelte man mit Salz von sehr hoher Qualität, das in Salinen beim Dorf Kömür gewonnen wurde.

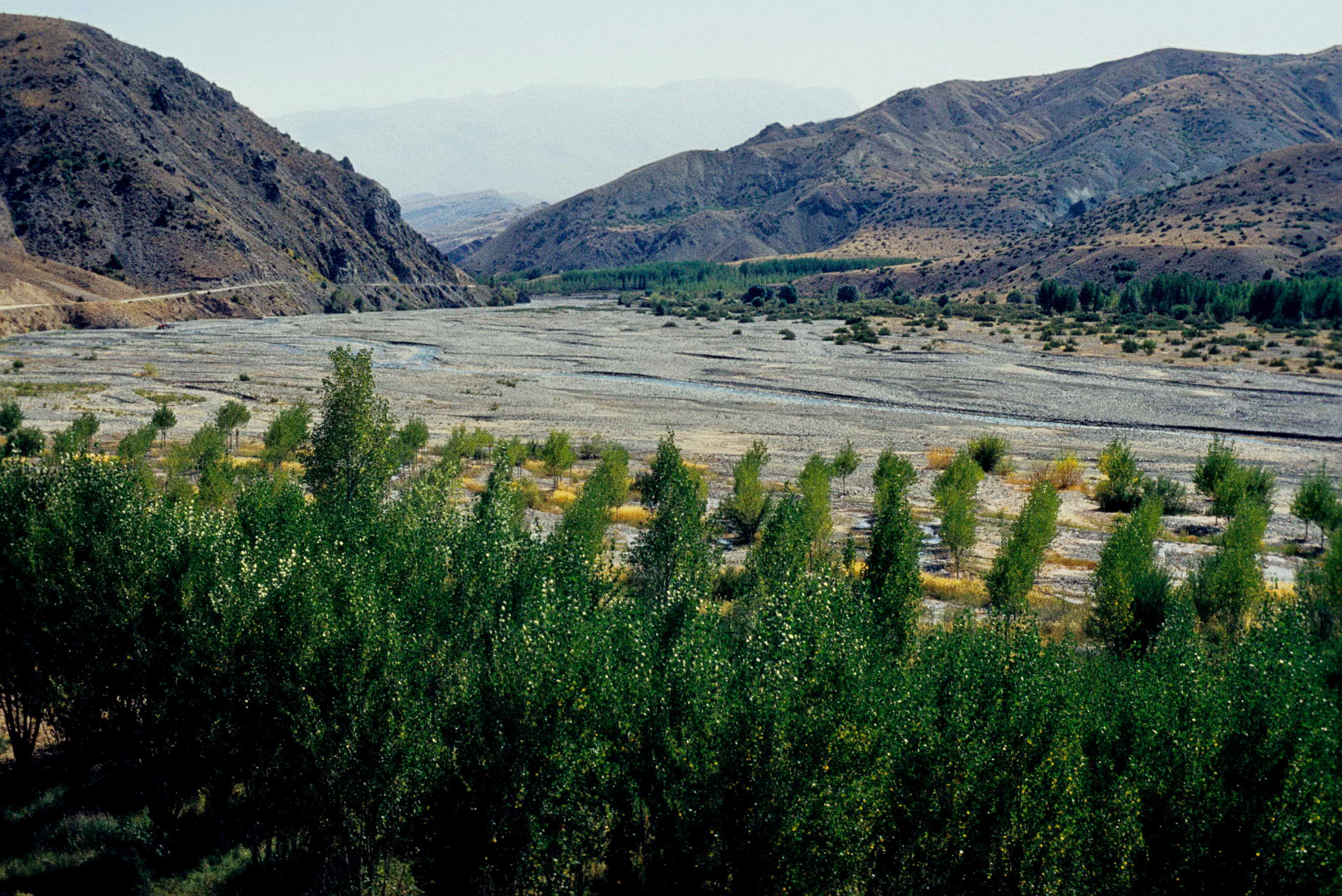
Der Bildausschnitt zeigt das breite Schotterbett des Kömür Cayı vor der Mündung in den Karasu.

Die Erweiterung der Grenzen des Osmanischen Reiches nach dem 16. Jahrhundert führte aber dazu, dass Kemah, das sich bis dahin an der Landesgrenze befunden hatte, an Bedeutung verlor. Dadurch verringerten sich zuallererst die Militärpräsenz sowie die staatlichen Investitionen, was die Schwächung seiner städtischen Funktionen beschleunigte. Für das 17. Jahrhundert liefert das Reisebuch Evliya Çelebis aus den späten 1640er Jahren allerdings noch keine wirklich gravierenden negativen Informationen über die Burgstadt Kemah. Dort wird vermerkt, dass die Burgstadt drei solide Tore und schwere Kanonen aufweist sowie 500 Soldaten als Wachen. Evliya Çelebi, der Kemah in einem kurzen Zeitraum von drei Tagen untersuchte und in jeder Hinsicht detaillierte Informationen gab, beschreibt unter anderem den Kömür Çayı, der im Gercanis-Gebirge entspringt und sanft durch die Weinberge des Dorfes Kömür fließt. Er berichtet unter anderem, dass es im Norden der Burg Kemah auf dem Märtyrerturm 32 kleine und große Kanonen sowie rechts und links vom Eingangstor der Burg zwei Bronzekanonen mit einer Länge von jeweils siebenundzwanzig (?) gibt, die Kanonenkugeln mit einem großen Gewicht abschießen können, sowie drei Schuppen mit steinernen Kanonenkugeln. Und er erwähnt für Kemah zwei Gasthäuser und zwei Bäder, das Muttasıl Çorbacı Hamam und das stilvolle Kethüda Yeri Hamamı am Rande des Euphrat Richtung Keban.

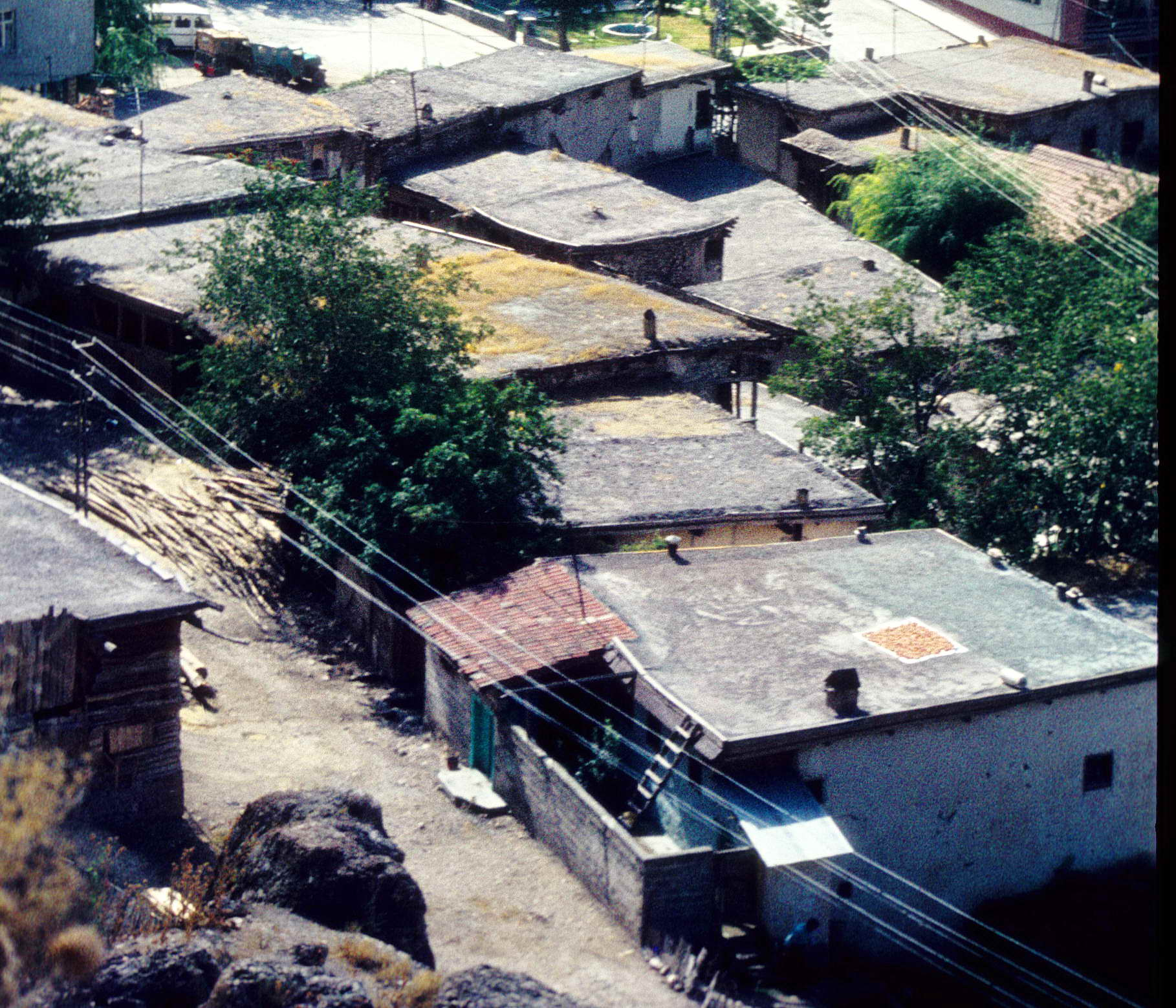
Blick auf typische Flachdachhäuser in einem eng bebauten älteren Teil der Unterstadt von Kemah, wie sie früher – erwähnt und beschrieben im 17. Jahrhundert von Evliya Celebi – vermutlich auch auf dem Plateaugelände der heute ruinierten Oberstadt bei der Burg von Kemah standen.

Nach Çelebi befinden sich in der Burgstadt Kemah 600 schöne kleine und große Häuser, die alle mit einem Erddach bedeckt, ansonsten aus flachen und breiten Steinen erbaut sind. Da sie jedoch eng beieinanderstehen, handelt es sich zumeist um Häuser ohne Webstühle, ohne Gärten und ohne Wasser. Lediglich zwei Haushalte, die von Kara Yakuboğlu und İbrahim Çelebi, verfügen über einen Garten. Und es gibt viele vernachlässigte leere Stellen in dieser Burgstadt. Er erwähnt fünf Weizendepots an Orten, an denen es Märkte gibt. Seit Selim I. sind diese voller Reis und Hirse und decken bei Belagerung die Nahrungsbedürfnisse. In dieser Festung gibt es 11 Gebetshäuser, von denen drei richtige Moscheen und keine Viertelsmoscheen (Mescit) mit hölzernem oder ohne Minarett sind. Die Bey-Moschee zum Beispiel im Inneren der Festung ist eine sehr große Moschee im alten Stil.
Vom oben genannten Märtyrertor führt eine „Wasserstraße“ über eine Felstrasse (Tunnel) zum Fluss hinunter. Während Belagerungen wird Wasser von dort entnommen und der Wasserbedarf gedeckt. Wo Wasser an drei Stellen aus den Felsen austritt – eine der Quellen liefert Trinkwasser, die zweite enthält Kaliumnitrat und die dritte ist salzig – gibt es nahe beieinander drei Zisternen. Adem Başıbüyük bemerkt über diese Wasserstraße der Burg: „Viele geheime Wege und geheime Abschnitte existieren noch heute. Einer dieser geheimen Wege beginnt an der Burg und führt bis zum Talboden.“ Basierend auf dem Tahrir-Buch von 1530 gibt İsmet Miroğlu folgende Informationen über die Wasserstraßenbewacher: „Sechs Soldaten wurden mit der Reparatur und Instandhaltung der Wasserstraße zur Burg Kemah beauftragt und für diese Dienstleistungen von der Steuer befreit.“
Nach İsmet Miroğlu zeigt Kemah im 16. Jahrhundert eine wichtige wirtschaftliche Entwicklung. Er beschreibt das Volk von Kemah als klug, fleißig und mit vielen Geschäftsinteressen, und dass sie sogar die wichtigsten Handelshäuser in Erzincan betreiben. Er gibt zudem Informationen über das in Kemah entwickelte Weben: „Das Weben nimmt in Erzincan und Kemah während der osmanischen Zeit einen wichtigen Platz ein. Stoffe und Tücher wurden aus der in der Umgebung gepflanzten Baumwolle hergestellt. In den Provinzen Erzincan und Kemah gab es „Färberei“. Ein jährliches Einkommen von zwanzigtausend Münzen wurde aus der Kemah-Färberei erzielt.“
In verschiedenen Quellen wird angegeben, dass damals die Route zwischen Erzincan und Sivas eine der wichtigsten Straßenrouten in Anatolien sowohl für den Handel als auch für das Militär darstellte. Die Straße durch das Karasutal, durch das heute die Eisenbahnstrecke zwischen Ostanatolien und dem Westen führt, ist physisch eine natürliche und gut zu überwachende Passage. Die Burg von Kemah hatte deshalb in der früheren osmanischen Zeit zusätzlich zu ihrer Kontroll- und Verteidigungsaufgabe im militärischen Sinne auch die Funktion, die Ost-West Handelsroute durch das Karasutal zu kontrollieren. Infolge der technologischen Entwicklung allerdings hat ihre Bedeutung aufgrund der geografischen Lage später in geopolitischer und geostrategischer Hinsicht stark abgenommen und beschleunigte den Niedergang des Ortes. Kemah, das damals noch administrativ ein Sandschak-Zentrum und zugleich Grenzstadt sowie Militärbasis insbesondere für Expeditionen nach Osten war, verlor infolge der Erweiterung der Grenzen des Reiches und der Abnahme der strategischen Bedeutung der Burg nach 1566 seinen Status als Sandschakzentrum und wurde zum Kreishauptort (im Sandschak Erzincan) degradiert. Dadurch nahm die Zahl der auf Kemah ausgerichteten Siedlungen erheblich ab, so dass es im administrativen Radius Kemahs 1892 nur noch 4 Nahiye und 86 Dörfer gab. Zudem hatten sich die Transportwege zwischen West- und Ostanatolien nach und nach weiter nach Norden verschoben, so dass der Kreis Kemah mehrere Jahrhunderte lang eine abgelegene Region blieb. Auch der Ausbau der Eisenbahnlinie Ankara-Sivas-Erzurum, der am 24. August 1938 Kemah und am 23. November 1938 Erzincan erreichte, so dass am 11. Dezember die Linie Sivas-Erzincan eröffnet werden konnte, hatte entgegen der erwarteten positiven Entwicklung die Abwanderung der Bevölkerung eher noch beschleunigt. Carl Ritter vermerkt in seinem Werk Die Erdkunde von Asien, dass Kemah 1820 dem Umfang der Mauer nach als zu klein geschildert wurde. Von einer „Unterstadt“ am Fuße des Burgfelsens ist bei ihm allerdings keine Rede. Für das 19. Jahrhundert liefert die erste türkischsprachige Enzyklopädie (Kamus ul-Alam, 1889–1898) einige Informationen über Kemah: Damals war die Stadt Kemah Kreiszentrum im Sandschak Erzincan der Provinz Erzurum. Die Stadt hatte 4000 Einwohner, Teppichwebstühle und eine weiterführende Schule. Der Kreis mit 7 Unterbezirken und 75 Dörfern hatte eine Bevölkerung von 18872 Bewohnern. Es war berühmt für seine produktive Landwirtschaft und Bodenprodukte. Im Kreis wurde Kohle abgebaut. Die lokalen Handwerkserzeugnisse waren Teppiche, Gebetsteppiche, Socken und Handschuhe.

## Die Ausgrabungen

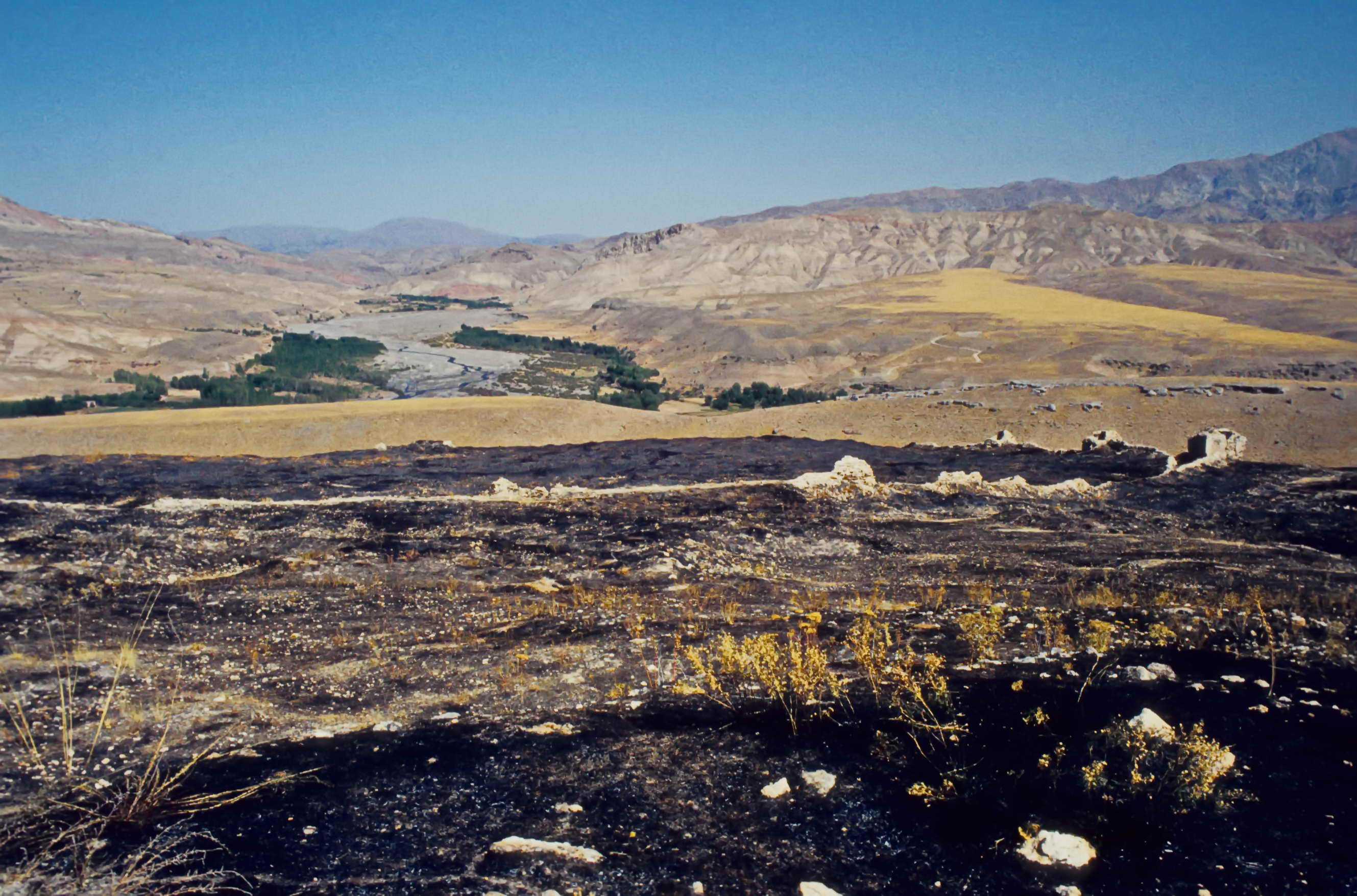
Der Bildausschnitt vom September 1984 zeigt den Blick nordwärts auf das Tal des Kömür Çayı über das Plateau der damals noch nicht ausgegrabenen Oberstadt von Kemah hinweg mit den Resten der alten Stadtmauer im Mittelgrund.

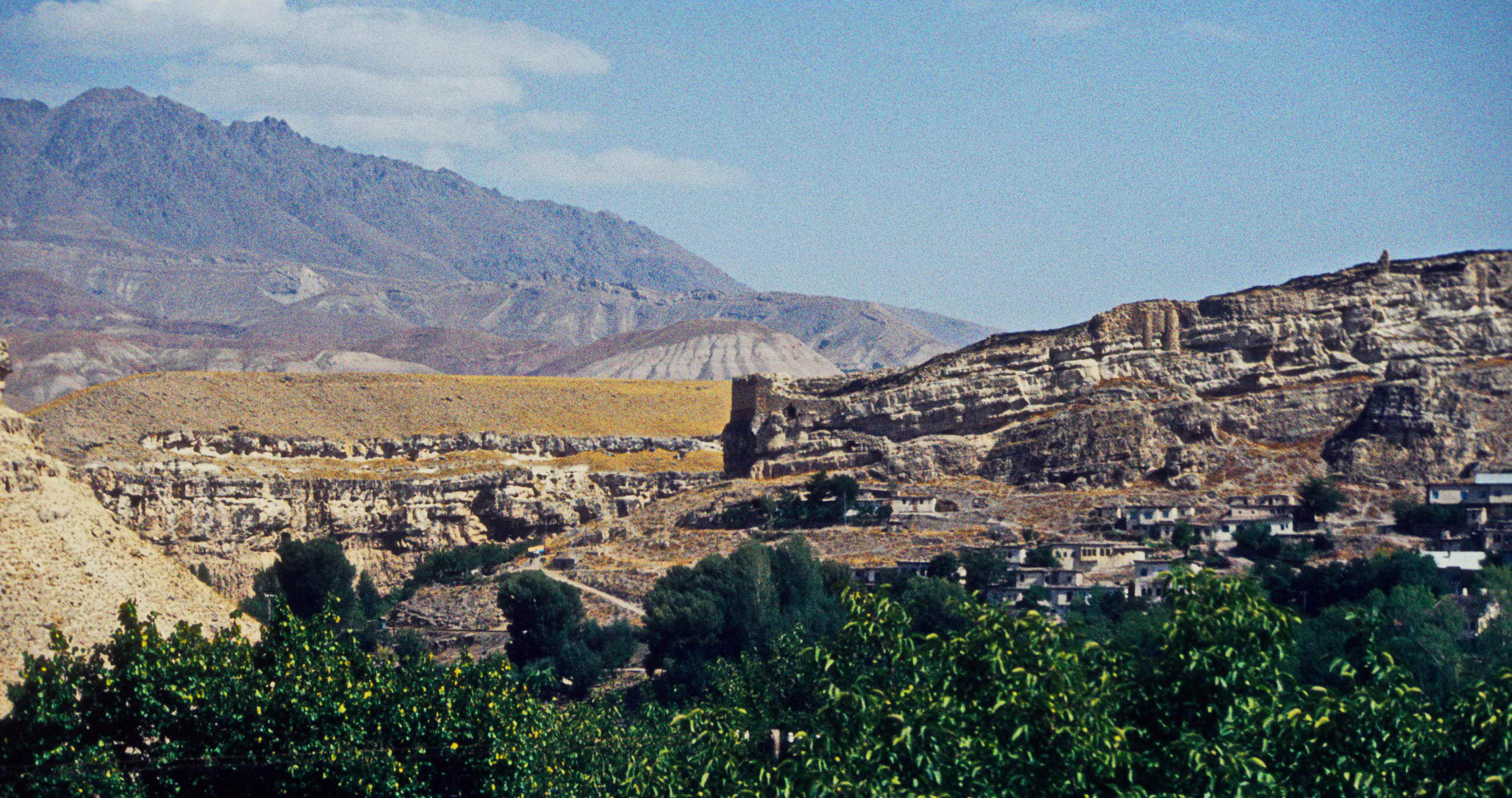
Der Bildausschnitt zeigt mit Blick nach Norden das Altstadtplateau von Kemah (rechts im Mittelgrund) mit Resten der Burg und Teilen der Unterstadt darunter und links im Mittelgrund den Steilabfall des Durchbruchstals des Karasu vor der Kulisse des Kara Dağı.

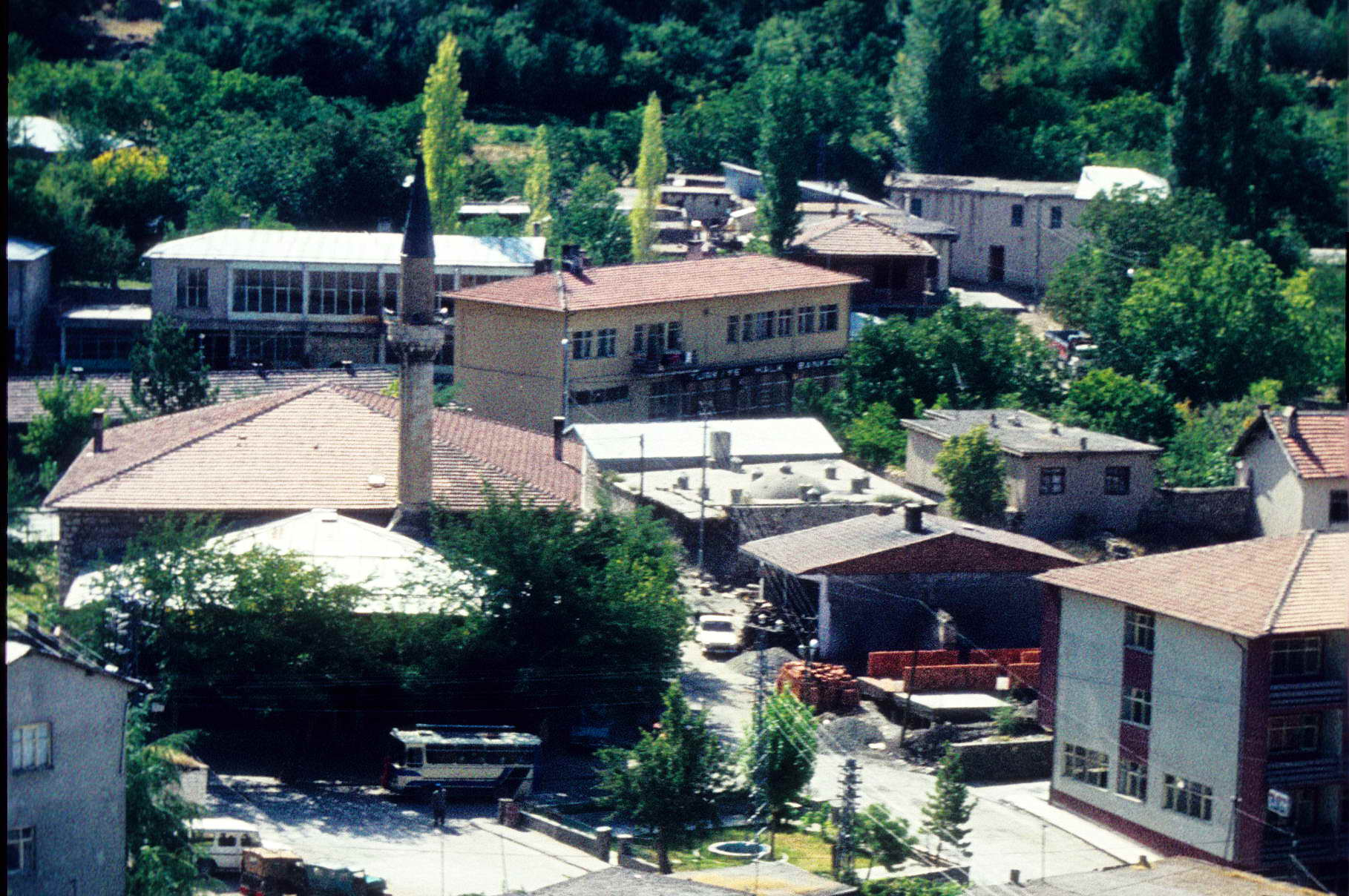
In der Unterstadt von Kemah steht im Çarşı-Viertel die Gülabi Bey Camii, eine der alten Moscheen von Kemah aus dem 15. Jahrhundert.

Heute ist die Burgstadt von Kemah ein nahezu planiertes Ruinengelände, in dem 2011 erste Ausgrabungen anliefen. Nur wenige auswertbare Quellen gehen etwas näher auf das Verlassen der „Oberstadt“ von Kemah ein, und selbst in diesen bleiben die Ausführungen vage, wenn man liest, dass „die Stadt in der Vergangenheit auf dem Gelände der Burg gegründet wurde, und auch die Basare und Geschäfte sich dort befanden. Die Siedlung hingegen befand sich überwiegend in den Häusern am Rand des tiefen Tals, das vom Tanasur-Strom für Weinberge und Gärten geöffnet worden war. Hier waren in der Vergangenheit die dicht bebauten Viertel, und jeden Morgen kamen mit vierzig Tieren Handwerker auf den Basar, um ihre Geschäfte zu tätigen. Heute befinden sich 5 der 10 Stadtteile in diesem Tal“ (aus dem Türkischen übersetzt), die Stadtteile Aşağıgedik, Derebaşı (Yukarı Mahalle), Ortagedik sowie Teile von Mekteb und Pörhenkbaşı. Von den 4 Stadtteilen des 16. Jahrhunderts, Cami, Ahi Ferec, Rumbacı und Orta ist nichts mehr bekannt. Sie liegen vermutlich unter den Sedimenten, die sich mittlerweile über den „Oberstadt“-Ruinen angesammelt haben und derzeit (2020) ausgegraben werden. Es ist durchaus denkbar, dass sich unterhalb der Burgstadt mit der Zeit um die Gülabibey Cami von 1454 ein Geschäftsviertel etablierte, das heute das Ortszentrum bildet, aber keine Erwähnung findet.
Eindrucksvoll dokumentiert ein Luftbild der Burgstadt die Ausdehnung und Siedlungsstruktur der einstigen Stadt auf dem Plateau, die gegenwärtig ausgegraben wird. Die Ausgrabungen auf dem Burgstadt-Plateau von Kemah begannen 2010 unter Leitung von Hüseyin Yurttaş der Atatürk-Universität von Erzurum und unter Beteiligung von Haldun Özkan, Süleyman Çiğdem, Zerrin Köşklü und Lütfü Kındığılı sowie Nurşen Özkul Fındık von der Gazi-Universität Ankara und Studenten der Archäologie- und Kunstgeschichte. Das erste Untersuchungsgebiet bei den noch jungen und nicht abgeschlossenen archäologischen Grabungen waren die Wachräume auf dem 92,80 m langen Straßenstück südlich des Burgtors. Der zweite Arbeitsbereich erfolgte mit einer Moschee, deren Westfassade und Mihrāb 2011 ergraben wurden. Dabei fand man 26 Münzen. Der Bau ist offenbar identisch mit der dreischiffigen 22,00 × 11,00 m großen Moschee mit steinernem Minarett im Nordwesten, die Evliya Çelebi in seinem Reisebuch als Bey-Moschee erwähnt. Die Moschee misst 22,00 × 11,00 m und wurde während der Zeit der Mengücekoğulları in der Nähe der nordwestlichen Ecke der Burg errichtet, die als Palastgebiet gilt. Seit dieser Zeit hat sich an der Moschee in Bezug auf Plananordnung und Material nicht viel geändert.
Freigelegt wurde zudem ein insgesamt 1250 m betragendes Wegenetz, auf dem man sich problemlos innerhalb der Burgstadt bewegen konnte und das Zugang zum Abstieg zum Wasser des Tanasur Çayı hatte. Der Höhenunterschied von 50 bis 60 m zwischen dem oberen Teil der Burg und dem Tanasur Çay wurde von einem 350 m langen Tunnel überbrückt, der stellenweise aus Treppenstufen bestand. Der Zugangstunnel wurde sowohl durch die Bildung von Einstürzen infolge von Erdbeben als auch durch Erosion des natürlichen Kalkgesteins beschädigt.
Freigelegt wurde zudem 2012 ein als Saray Hamamı bezeichnetes Badegebäude mit Umkleidekabine, Warmraum, Hitzeraum, Abkühlungsraum und Heizungsraum. Dabei wurden in der nordwestlichen Ecke des Bad-Kuppelraums etwa zwei Meter unter Grund 198 gebündelte Teile unvollständiger Manuskripte und gedruckter Koran- und Buchfragmente zu verschiedenen Themen gefunden. Darunter waren 37 Blätter eines Korans, der vermutlich im 16./17. Jahrhundert geschrieben wurde und zur Schule von Ahmet Şemseddin Karahisarı und seinem Schüler Hasan Çelebi gehört, einem der berühmten Kalligrafen der Zeit von Suleiman dem Prächtigen. Unter den Funden waren auch Koranteile mit vergoldeten, aber unvollständigen Rändern sowie zumeist beschädigte Manuskripte und gedruckte Büchern aus dem 18.–19. Jahrhundert, auf die oben bereits hingewiesen wurde. Daraus geht hervor, dass das Burgstadt-Areal wahrscheinlich erst im 19. Jahrhundert endgültig verlassen wurde (siehe unten).
Nach 2014 wurde auf einer Fläche von ca. 2000 m² im Nordwesten der Burg und östlich des Bades eine große Anzahl von Wohnhäusern ergraben. Es dürfte äußerst schwierig gewesen sein, den Wasserbedarf von Hunderten von Häusern und Palästen auf dem Plateau zu decken. Bislang wurde im Inneren der Burg keine Quelle zur Deckung des „oberstädtischen“ Wasserbedarfs gefunden. Man vermutet deshalb eine Wasserversorgung der „Oberstadt“ über Zisternen. Insbesondere im Osten des Bades ausgegrabene Rohre weisen darauf hin, dass Wasser zum Beispiel in das Bad geleitet wurde. Wichtig waren natürlich auch brauchbare Wasserressourcen für Anlage und Entwicklung der Siedlung unterhalb der Burg. In Kemah mit seinem kontinentalen Klima beträgt die jährliche Temperatur durchschnittlich 10,8 °C und der jährliche durchschnittliche Niederschlag etwa 500 mm, liegt also über der agronomische Trockengrenze. Der Karasu, ein Quellzweig des Euphrat, als der wichtigste Fluss in der Region ist aufgrund seines starken Gefälles nur bedingt zur Wasserversorgung zu nutzen. Eher bilden, neben den umliegenden Karstquellen, die unterschiedlich großen Flüsse, die aus dem Munzur-Gebirge im Süden stammen, das Wasserpotential für die Stadt und den Landkreis. Die meisten der vielen kleineren Zuflüsse zum Karasu fallen im September trocken.

## Kemah in der Neuzeit

### Struktur- und Bevölkerungsentwicklungen
Wann die Burgsiedlung von Kemah letztendlich zu Gunsten einer unterhalb gelegenen „Neusiedlung“ verlassen wurde, ist bislang quellenmäßig nicht zu klären, lässt sich allerdings aufgrund anderer ähnlicher Beispiele als sehr wahrscheinlich annehmen: Besonders seit Ende des 19. Jahrhunderts vollzog sich der „Umzug“ mancher alten osmanischen städtischen Siedlung in die den Orten vorgelagerten Gärten. Aufgrund zunehmender inneren Sicherheit durch Nomadenansiedlung, Beylikunterwerfung usw. hatten ehemalige Schutzpositionen ihren Wert verloren. Heute liegen die unbewohnten, zum Teil noch ummauerte Altstädte auf einer isolierten Erhebung oder einem Sporn um eine verfallene Burg bzw. Burgsiedlung. Unterhalb davon bilden die Neustädte mehr oder weniger locker bebaut das Ergebnis einer ständigen Abwanderung der Bevölkerung aus den engen Altstadtbereichen in die oft weitläufigen Gärten. Überliefert ist dies für zahlreiche größere und kleinere Städte, wie zum Beispiel Van, Amasya, Malatya, Tokat, Çorum, Harput/Elazığ, Osmancık, Taşköprü, Divriği, Alanya, Adilcevaz, Darende, Arapkır, Gürün, Ahlat oder Pertek. Ein entsprechender Prozess ist somit für Kemah durchaus auch anzunehmen, zumal bei Ausgrabungen im Burgstadtareal 2012 im als Saray Hamamı bezeichnetes Badegebäude Manuskripte und gedruckte Büchern über Recht, Aussprüche Mohammeds, Glaubensbekenntnis usw. entdeckt wurden, von denen die meisten aus dem 18.–19. Jahrhundert stammen. Daraus geht hervor, dass zumindest Teile des Burgstadt-Areals im 19. Jahrhundert noch genutzt und erst später verlassen wurden.
Von den Celali-Bewegungen, die Anatolien zu Beginn des 17. Jahrhunderts erfassten, war die Region von Kemah wahrscheinlich zwar auch betroffen, aber offenbar fanden im 18. Jahrhundert in der Stadt keine diesbezüglich bemerkenswerten Ereignisse statt, während dagegen manche Vorkommnisse im späten 19. und frühen 20. Jahrhundert, die die Armenier Kleinasiens betrafen, auch in Kemah und seiner Region beobachtet und vor allem während des Ersten Weltkriegs brisant wurden (siehe oben). Während des Ersten Weltkrieges konnte Kemah von den Russen zwar nicht besetzt werden, litt aber stark im Zusammenhang mit der Verteidigung der Stadt, wegen der Blockade der Straßen nach Erzincan (1916) und aufgrund seiner Nähe zur russischen Kriegsfront. Bereits zu Beginn des 20. Jahrhunderts ging die Bevölkerung Kemahs, in dem derzeit (2019) 1962 (Stadt; Kreis: 6697) Menschen leben, laut der ersten Volkszählung der Republik (1927) auf 1590 zurück. Seit den 1920er Jahren bis heute erlebte Kemah eine intensive Migrationsbewegung aus dem Kreiszentrum und seinen Dörfern. 1935 hatte Kemah 2276 Einwohner, deren Zahl bis 1950 auf 1917 zurückging, um bis 1960 erneut auf 2408 bzw. 1990 auf 3593 anzusteigen. In den folgenden Jahren fiel die Bevölkerungszahl nach den vorläufigen Ergebnissen der Volkszählung von 2000 auf 2839 zurück. Der allmähliche Rückgang der Bevölkerung ist hauptsächlich auf die Migration nach Erzincan und in entfernte Städte zurückzuführen, um dort Arbeit zu finden.
Es gibt derzeit 10 Mahalle (Stadtteile), die unmittelbar zum Kreiszentrum Kemah gehören. Davon liegen neun am linken, einer, Girgişin, am rechten Euphrat-/Karasu-Ufer. Der Kreis hat 5 Amtsbezirke mit insgesamt 73 Dörfern, einschließlich Kemah. Im zentralen Amtsbezirk Kemah liegen weitere 18 Dörfer, zudem 21 Dörfer im Amtsbezirk Alpköy, 16 Dörfer im Amtsbezirk Doğanbeyli, 9 Dörfer im Amtsbezirk Bozoğlak und 8 Dörfer im Amtsbezirk Oğuz. Das am weitesten von Kemah entfernte Dorf ist 58 km entfernt. Die Dörfer haben durchschnittlich 25 Familien und 88 Einwohner. Im Kreis liegen zudem 24 Mezralar (Außenfelder, vom Arabischen Mezra’a, Plätze, wo abseits vom Dorf an isolierter Stelle Feldbau, also nicht nur Viehwirtschaft betrieben wird). Davon gehören 2 zu Kemah, 4 zu Doğanbeyli, 8 zu Bozoğlak, 7 zu Alp und 3 zum Bucag Oğuz. In den Mezralar gibt es keine Bewohner.

### Wirtschaft
Die Wirtschaft des Landkreises Kemah basiert auch gegenwärtig weitgehend auf Ackerbau und Viehhaltung. Obwohl es im Landkreis einige kleine Unternehmen wie Tischler- und Schmiedewerkstätten gibt, sind die meisten der noch bis vor kurzem dominierenden kleineren Handwerksbetriebe, wie Zimmerer, spezieller Schuhmacher (Yemenici), Weber, Schneider, Kupferschmiede, Verzinner, Bauhandwerker, Herdmacher, Müller (Wassermühle), Handweber oder Sattler, vollständig verschwunden. Vor Jahren wurde vom Staat der Bau eines Fleischkombinat und einer Milchfabrik beschlossen. Die Vorhaben wurden partiell fertiggestellt, später aber wieder gestoppt. Von diesen unfertigen Gebäuden wurde das Fleischkombinat an Kemah Gıda Tarım Sanayi ve Ticaret A.Ş. (Lebensmittel-, Landwirtschafts-, Industrie- und Handels-Kooperative) übertragen. Obwohl die Futterfabrik in einem der Gebäude vom Unternehmen in Betrieb genommen wurde, hat auch sie ihre Aktivitäten wieder eingestellt. Trotz einer Kapazität von 480 Tonnen pro Tag konnte sie 1992 aufgrund mangelnder Vermarktung und fehlenden Kapitals nur rund 1600 Tonnen pro Jahr produzieren. In den folgenden Jahren ging die Produktion allmählich zurück und wurde letztendlich vollständig eingestellt. Kühlhäuser und ähnliche Gebäude waren noch nicht fertiggestellt und in Betrieb genommen und bleiben leer. Mit der Aktivierung des Kühlhauses hofft man inzwischen, Agrarprodukte (Käse, Öl, Obst usw.) zu lagern und zu besseren Preisen zu verkaufen.
Für die Landwirtschaft geeignete Flächen sind wegen der natürlichen Ausstattung des Landkreises sehr gering. 78841 ha sind Wiesen und Weiden, 5110 ha Wald und Forst, 126925 Hektar Gebirgs- und Felsland. Das Verhältnis der landwirtschaftlichen Nutzfläche zur Fläche des Landkreises beträgt 10,4 %. Von insgesamt 24524 ha Ackerland sind 14500 ha bewässerbar (also mehr als die Hälfte), aber nur 5717 ha (knapp 40 %) davon werden überhaupt bewässert und 13807 ha Ackerflächen, also 56,3 %, werden überhaupt nicht bewirtschaftet. Die Getreideanbau bildet die Grundlage der Feldlandwirtschaft, davon sind 46 % Brachland. Auf 23 % des Ackerlandes wird Weizen angebaut, auf 9,94 % Gerste, auf 10,94 % Futterpflanzen, auf 2 % Gemüse; 8,12 % verbleiben für Obstgärten.
Aufgrund der Realerbteilung sind die genutzten Agrarflächen stark zersplittert und wegen der hohen Produktionsmittelkosten oft unrentabel. Moderne landwirtschaftliche Werkzeuge und Maschinen können sich viele Landwirte nicht leisten, und die Verwendung von zertifiziertem Saatgut reicht nicht aus, die erzielten Erträge sind eher gering. Auf gemeinschaftlich-kooperativer Nutzungsbasis wurden deshalb vom Landratsamt zwei Sämaschinen jeweils für Getreide und Maisanbau, zwei Silagemaschinen für Gras und für Mais, ein 400-Liter-Pulverisierer und ein Anhänger für die Silage angeschafft. Darüber hinaus wurden seit 1984 zahlreiche Gewächshausprojekte unter anderem mit Tröpfchen-Bewässerung für Gemüsekultivierung eingeleitet und in den Dörfern verschiedene Viehhalter-Genossenschaften etabliert. Trotz eines Viehzuchtentwicklungsprojekts und obwohl im Kreis insgesamt 36110 Schafe, 4280 Ziegen und 3100 Rinder gehalten werden, kann sich dieser Sektor aufgrund der Migration der jungen Bevölkerung nicht ausreichend entwickeln, da es sich um auf Arbeitskräfteintensivität basierende Unternehmen handelt. Mit Rückgang der Tierhaltung in den letzten Jahren hat die Bienenzucht in den Dörfern zugenommen, so dass mittlerweile 72 Imker mit 13710 Bienenstöcken Lizenzen für die Honigproduktion erhalten haben.

### Sozial- und Bildungswesen
Die Häuser des Bezirks Kemah sind in der Regel aus Holz gebaut, partiell gibt es immer noch Gebäude mit Lehmziegel (Adobe). Seit den 2000er Jahren wurde mit dem Bau von Betonhäusern begonnen. Es gibt außer öffentlichen Gebäuden keine Bauten mit Heizung. Die meisten Häuser stehen in Gärten und werden über Öfen beheizt. Das gesellschaftliche Leben im Kreis Kemah ist „zurückhaltend“. Es gibt kein Kino, Theater oder ähnliche Einrichtungen. 1997 wurde von der Cevdet Kolak Foundation eine Mehrzweck-Sporthalle gebaut. Die Menschen haben Spaß an den Picknickplätzen in der Nähe des Kreiszentrums mit kühlenden Gewässern im Sommer (Kemah Soğuk Sular Şelalesi; Soğuksular Aile Piknik Alanı), und im Winter verbringen sie ihre Freizeit mit der Jagd auf Rebhühner, Kaninchen und Fische. Die Menschen in den Dörfern beschäftigen sich mit Landwirtschaft und Tierhaltung. Die Knappheit an landwirtschaftlichen Flächen und der Mangel an Geschäftsgebieten sind die wichtigsten Faktoren, die die Bevölkerung des Distrikts zur Migration zwingen – vor allem die jüngere Bevölkerung. Offene und versteckte Arbeitslosigkeit macht sich im Bezirk bemerkbar.
Die ersten Grundschulen in Kemah wurde 1923–1924 und in den Dörfern 1924–1925 eröffnet. Heute gibt es elf Grundschulen, eine in Kemah und zehn in den Dörfern, mit insgesamt 41 Lehrern, die im Kreiszentrum 341 Schüler und in den Dörfern 268 Schüler unterrichten. Eine weiterführende Schule wurde 1949–1950 eröffnet und 1976–1977 mit einer Erweiterung um einen Gymnasialzweig als Kemah Lisesi (High School/Gymnasium) mit 8 Lehrern und 125 Schülern weitergeführt. Dort erhalten 50 Internatsschüler über eine Stiftung eine kostenlose Ausbildung. Die aufgelassene Milchfabrik wurde 1977/1978 an das Bildungsministerium übergeben und von diesem als Internatsschule İmam Hatip Lisesi zur Ausbildung eingerichtet, aber im akademischen Jahr 2000/2001 wegen des Mangels an Schülern wieder verworfen, um sie vorübergehend der regionalen Grundschule für Internate zuzuweisen. Sie wurde 2003/2004 als nicht erdbebensicher befunden und geschlossen. Die 182 Schülern von Dörfern, deren Schulen wegen Schülermangel geschlossen wurden, erhielten die Möglichkeit, an der regionalen Grundschule mit Internat (Yatılı İlköğretim Bölge Okulu mit 17 Lehrkräften) in Kemah mit einer Kapazität von 520 Schülern zu lernen. Alle Kosten für entsprechende Internatsschüler werden vom Staat übernommen.
Im Kreis Kemah liegt die Alphabetisierungsrate bei 98 % (Männer) bzw. bei 94 % (Frauen). Die Aktivitäten im Bereich der öffentlichen Bildung begannen 1974 erstmals mit der Eröffnung der Direktion für öffentliche Bildung, die unter anderem auch Alphabetisierungskurse anbietet. Eine öffentliche Bibliothek wurde 1985 im Kreiszentrum eröffnet.

## Sehens- und Besuchenswertes
Die Gülabi Bey Camii im Çarşı-Mahalle im Zentrum von Kemah ist ein quadratisches Gebäude mit einem schrägen Dach mit einer Inschrift von 1328, die vermutlich von einem anderen Ort stammt, denn Emir Gülabi Bey, damals einer der osmanischen Gouverneure in Kemah, ließ die Moschee erst 1454 bauen. Darüber hinaus gibt es eine Reparaturinschrift aus dem 18. Jahrhundert. Der Versammlungsort für Nachzügler wurde in einem späteren Zeitraum im Norden hinzugefügt. Der Mihrāb ist barock dekoriert. Der Mihrāb, von dem angenommen werden kann, dass er bei Reparaturen in seiner ursprünglichen Form erhalten blieb, wurde während der Eingriffe im 18.–19. Jahrhundert mit einem Gipsreliefband in Form eines umgekehrten „U“ weiter betont. Eines der auffälligsten Elemente der Gülabi Bey Moschee ist die Kanzel mit Holzdekorationen. Abstrakte florale und geometrische Motive sind in durchbrochener Technik auf fast jeder Oberfläche der Holzkanzel zu sehen, was als Ergänzung des 19. Jahrhunderts verstanden wird. Der Eingang zur Moschee erfolgt durch eine Rundbogentür mit Säulen.
Das Gülabi Bey Hamam liegt unmittelbar westlich neben der Moschee. Es wird angenommen, dass das Bad 1328 zusammen mit der Moschee gebaut wurde. Es steht im Plan der klassischen osmanischen Bäder, bestehend aus Ankleide-, Kälte-, Warm- und Ofenteilen. Die Kreuzform hat drei Iwans und Eckzellen. Der Wärmeraum hat eine große Kuppel in der Mitte, und die Iwans sind mit Tonnengewölben bedeckt. Zwei private Zellen sind quadratisch geplant und überwölbt.
Die Melik Gazi Türbe (auch Melik Gazi Kümbet; Grabbau), die im Volksmund „Sultan Melek“ genannt wird, gehört in die Zeit des Fürstentums Mengücek, das die Region zwischen 1071 und 1228 beherrschte. Im Innern befinden sich die Grabstätte von Sultan Melik Mengücek und fünf weitere Gräber. Der achteckige Bau mit strukturierten Wänden und einer achteckigen Säule, die das Obergeschoss trägt, steht auf einer felsigen Plattform im Nordwesten von Kemah.
Das Derwischkonvent Melik Gazi Zaviya ist ein rechteckiges fensterloses zweikammeriges Gebäude mit kugelförmigen Ziegelkuppeln neben dem Grab von Melik Gazi. In der linken Kammer befinden sich drei Gräber.
Das einfache mit zwei Kuppeln bedeckte Behramşah Kümbet (Grabbau) neben dem Melik Gazi Kümbet besteht aus zwei ineinandergreifenden quadratischen Räumen. Die Hauptstruktur ist aus Stein und das monumentale Tor von Ziegeln umrahmt.
Das Tugay Hatun-Kümbet (Grabbau) steht in einem Garten in Çarşı-Viertel. Man nimmt an, dass es im 13. Jahrhundert während der Zeit des Fürstentums Mengücek erbaut wurde. Es besteht aus einem zylindrischen Körper mit einer konischen Kuppel. Die kreuzförmige Grabkammer ist mit einer hängenden Kuppel bedeckt. Das aufwändige Mauerwerk ist mit seldschukischen Mustern, Geflecht- und Pflanzenpalmenmotiven und vier Reihen von Ornamenten verziert. Der Bau hat zwei Stockwerke, im unteren wird Essen zubereitet, das an Arme und Reisende verteilt wird.
Das zweistöckiges Gebäude des Gülcü Baba Kümbet (Grabbau) aus behauenem Stein auf einem hohen Hügel am Taşboğası wurde wahrscheinlich in der ersten Hälfte des 13. Jahrhunderts erbaut. Es besteht aus der Grabkammer unten und einem achteckigen Körper oben. Es ist innen mit einer Kuppel und von außen mit einem pyramidenförmigen Dach bedeckt.
Die Ali Baba Türbe befindet sich im Bezirk Çarşı. Sie wurde 1969 repariert. Es ist ein quadratisch geplantes Kuppelgebäude. Es hat einen Eingang nach Süden und ein Fenster auf jeder Seite.
Baudatum und Stifter der ruinierten Jungfrau-Maria-Kirche (Meryemana Kilisesi) im Dorf Koruyolu sind unbekannt.
Man nimmt an, dass die Taşdibi-Kirche auf einem Felsen am Ufer des Karasu im Norden von Kemah von der Heiligen Thekla, eine der Anhängerinnen des Heiligen Paulus von Tarsus, in den frühen Perioden des Christentums gestiftet wurde. Im Inneren sind ein Engel, Jungfrau Maria und Jesus in Gold auf schwarzem Hintergrund gemalt.
Der Alaettin Bey-Brunnen befindet sich im Stadtzentrum und wurde 1879 von Alaettin Bey erbaut. Seine Architektur weist westliche Merkmale auf.
Der Haci-Mehmet-Bey-Brunnen steht auf dem alten Marktplatz von Kemah und hat eine Inschrift aus dem Jahr 1875.
In der Eishöhle im Dorf Ayranpınar gibt es große Eisablagerungen sowie Stalaktiten und Stalagmiten aus Eis. Sie ist im Winter relativ warm und im Sommer kalt und wird deshalb als Kühlhaus für Lebensmittel der Dörfler, wie Käse und Öl, genutzt.
Wenige Kilometer östlich von Kemah im Tal des Karasu liegt das Erholungsgebiet von Soğuksular (Kaltwasser) mit Wasserfällen, die Ende Juni erscheinen und jedes Jahr Ende August wieder verschwinden.
Die Kömür-Tımısı-Yerhan-Saline des Bezirks Kemah wird von der Generaldirektion des Staatsmonopols Tekel betrieben. Der Abbau erfolgt zwischen Juni und November. Die Saline, deren Salzquellen schon vor dreitausend Jahren während der Urartu-Zeit gewonnen wurde, liegt vier Kilometer nördlich von Kemah westsüdwestlich des Dorfes Kömür.

## Persönlichkeiten
- Deniz Barış (* 1977), deutschtürkischer Fußballspieler
- Hakan Taş (* 1966), deutschtürkischer Politiker
- Bahadır Taşdelen (* 1990), türkischer Fußballspieler